# تومومي موراماتسو
تومومي موراماتسو (باليابانية: 村松友視) (1940)؛ روائي ياباني. درس في جامعة كيئو.

## روابط خارجية
- تومومي موراماتسو على موقع ميوزك برينز (الإنجليزية)